# 青春バスガイド/ライバル
「青春バスガイド/ライバル」（せいしゅんバスガイド/ライバル）は、Berryz工房の20枚目のシングル。2009年6月3日にアップフロントワークス（PICCOLO TOWNレーベル）から発売された。

## 概要
- Berryz工房初の両A面シングル。
- 初回生産限定盤A・Bと通常盤の3形態での発売。初回生産限定盤A・BはCD＋DVD、通常盤はCDのみ。また、初回生産限定盤A・Bと通常盤初回仕様にはイベント抽選シリアルナンバーカードが封入されている。

青春バスガイド
- センターは菅谷梨沙子。メインボーカルは菅谷梨沙子、嗣永桃子、熊井友理奈、夏焼雅。ミュージック・ビデオではメンバー全員が男子学生役で、バスガイド役としてテレビ東京の大江麻理子アナが出演している。
- テレビ東京系アニメ『イナズマイレブン』2代目エンディングテーマ[2]（第27話 - 第50話）。

ライバル
- センターは夏焼雅。メインボーカルは菅谷梨沙子、嗣永桃子、夏焼雅、熊井友理奈。ミュージック・ビデオの小道具の楽器、お菓子、食器、椅子などは段ボール紙でできている。

## 収録曲
全作詞・作曲：つんく
1. 青春バスガイド [3:25]
編曲：大久保薫
2. ライバル [4:17]
編曲：平田祥一郎
3. 青春バスガイド (Instrumental) [3:25]
4. ライバル (Instrumental) [4:17]

### 初回生産限定盤A付属DVD
1. 青春バスガイド (Close-up Ver.)

### 初回生産限定盤B付属DVD
1. ライバル (Dance Shot Ver.)

## 参加ミュージシャン
青春バスガイド
- プログラミング：大久保薫
- エレクトリックギター：高橋諭一・高山一也
- コーラス：CHINO

ライバル
- プログラミング：平田祥一郎
- コーラス：CHINO
- エレクトリックギター：朝井泰生

## カバー
青春バスガイド
- alom - アルバム『イナズマ爆EDソングス』に収録[3]。